# Porta del Sol
Porta del Sol, nota anche come Región Oeste, è una regione turistica che, oltre alle sue bellezze naturali, alla bella gente e alla deliziosa gastronomia, è un'area ricca di storia e cultura religiosa. Essa consiste di 17 municipalità: Quebradillas, Isabela, San Sebastián, Moca, Aguadilla, Aguada, Rincón, Añasco, Mayagüez, Las Marías, Maricao, Hormigueros, San Germán, Sabana Grande, Guánica, Lajas e Cabo Rojo. Fu costituita nel 2003 dalla Compagnia del Turismo di Porto Rico, di cui è stata la prima regione fondata da questa compagnia.
Una zona piena di sole, divertimento e avventura. Lo stesso vale per le sue spiagge, riconosciute tra le migliori per il surf, le immersioni, lo snorkeling e il passatempo in famiglia.
Mentre i turisti sono attratti dall'area metropolitana e dalla costa orientale per le diverse opzioni di hotel e resort, la costa occidentale attrae viaggiatori che desiderano sperimentare un'atmosfera isolana più autentica e informale.
Si possono trovare piccole insenature e luoghi che favoriscono la pace dove è possibile ascoltare il rumore delle onde. Turisti e residenti provenienti da tutta l'isola rimangono incantati dalla maestosa opera d'arte dipinta all'orizzonte del Mar dei Caraibi ogni giorno dell'anno.

## Attrattive
- Biobay, La Parguera
- Spiaggia Boqueron, Cabo Rojo
- Isola Desecheo, Mayagüez
- Spiaggia di Domes, Rincón
- Palacete Los Moreau
- Lago Guajataca
- Club Deportivo del Oeste
- Tunnel di Guajataca
- Foresta secca di Guánica, Guánica
- Isola di Guilligan
- Faro Los Morrillos, Cabo Rojo
- Zoo di Mayaguez
- Porta Coeli – Museo religioso
- Faro Rincon
- Registro Nazionale delle Località storiche a Porta del Sol
- Spiagge di Porta de Sol